# Jörg Kandutsch
Jörg Kandutsch (* 14. Jänner 1920 in Leoben; † 11. November 1990 in Wien) war ein österreichischer Politiker und von 1964 bis 1980 Präsident des Rechnungshofes.

## Leben
Jörg Kandutsch wurde als Schüler Mitglied der Pennal-conservativen Burschenschaft Gothia Leoben. Kandutsch promovierte 1958 zum Doktor der Staatswissenschaften an der Universität Graz.

## Politik
Ab 1949 war er sozialpolitischer Referent zunächst des VdU (WdU) und danach von dessen Nachfolgepartei FPÖ. Von 1953 bis 1964 war er für die gleichen Gruppierungen Abgeordneter zum österreichischen Nationalrat. 1958 wurde er Abgeordneter zum Steiermärkischen Landtag. Gemäß den politischen Usancen zur damaligen Zeit wurde er 1964 als Vertreter der kleinen parlamentarischen Opposition in die Kontrollfunktion des Präsidenten des Rechnungshofes gewählt. Dieses Amt übte er bis 1980 aus.